# Reeßum
Reeßum é um município da Alemanha localizado no distrito de Rotenburg, estado da Baixa Saxônia.
Pertence ao Samtgemeinde de Sottrum.

## História
Reeßum pertenceu ao Príncipe-Bispado de Verden, estabelecido em 1180. Em 1648, o Príncipe-Bispado foi transformado no Principado de Verden, que foi primeiro território governado em união pessoal com a Coroa Sueca - interrompido por uma ocupação dinamarquesa (1712–1715). - e a partir de 1715 pela coroa de Hanover. Em 1807, o efêmero Reino da Westfália anexou o Principado, antes de a França anexá-lo em 1810. Em 1813, o Principado foi restaurado ao eleitorado de Hanôver, que - após a atualização para o Reino de Hanover em 1814 - incorporou o Principado em uma união real. e o território principesco, incluindo o Reeßum, tornou-se parte da nova região do Stade, estabelecida em 1823.